# 達什基夫齊 (溫基夫齊區)
49°1′58″N 27°21′20″E / 49.03278°N 27.35556°E
達什基夫齊（烏克蘭語：Дашківці）是位於烏克蘭西部的村莊，由赫梅利尼茨基州裡赫梅利尼茨基區的溫基夫齊市鎮負責管轄。該村始建於1493年，面積4.1平方公里，海拔高度289米，2022年人口990。